# Circondario di Sant'Anastasia
Il circondario di Sant'Anastasia è stato una unità amministrativa di terzo livello, prima, del Regno di Napoli e, poi, del Regno delle Due Sicilie. Il circondario, con capoluogo in Sant'Anastasia, era incluso nel distretto di Napoli, ente amministrativo di secondo livello, a sua volta parte della provincia di Napoli, circoscrizione amministrativa di primo livello.

## Istituzione
Nel 1806, con la legge 132 Sulla divisione ed amministrazione delle province del Regno, fu avviata la riforma amministrativa del Regno di Napoli, che diede vita ad una struttura a 4 livelli: la provincia costituiva il livello più alto ed era, quindi, successiva solo al governo centrale, a sua volta essa era composta da distretti; questi ultimi, poi, erano suddivisi in circondari, i quali, infine, si componevano dei comuni, che erano l'ente di livello inferiore.
Con decreto n.° 154 bis dell'11 gennaio 1808, veniva istituito il circondario di Sant'Anastasia. La disposizione normativa, infatti, definiva il numero dei circondari nei quali era ripartita la provincia di Napoli e precisava la composizione dei circondari stessi, individuando i comuni rientranti in ciascuno di essi. L'anno successivo, con Decreto n.° 271 del 28 gennaio 1809, contenente la divisione in distretti ed in rispettivi circondarj della provincia di Napoli, veniva data attuazione al circondario Sant'Anastasia e agli altri circondari definiti dodici mesi prima; inoltre si stabiliva che i circondari sarebbero stati raggruppati in quattro distretti: il circondario Sant'Anastasia era, dunque, aggregato al distretto di Napoli.

## Suddivisione amministrativa
All'atto della sua istituzione, nel circondario di Sant'Anastasia furono inclusi cinque comuni: Sant'Anastasia (il comune capoluogo, dal quale traeva denominazione l'intero circondario), Pollena, Massa di Somma, San Sebastiano e Trocchia. Quest'ultimo comune, in seguito al decreto n.° 922 del 4 maggio 1811, veniva unito a Pollena in un comune unico riportante entrambi i toponimi: Pollena e Trocchia.
Circondario di Sant'Anastasia:
- Sant'Anastasia (7.012 ab.)[4]
- Pollena e Trocchia (2.845 ab.)[5], con i casali di:
  - San Gennarello[6]
  - Guindazzi[7]
  - Caravita[8] (oggi frazione del comune di Cercola, e in parte di Volla e Pollena - Trocchia)
- Massa di Somma (2.020 ab.)[9], con il casale di:
  - Cercola (oggi comune)
- San Sebastiano (1.818 ab.)[10], con i casali di:
  - Volla (oggi comune)
  - Tavernanova (oggi frazione del comune di Casalnuovo di Napoli)
  - Casarea (oggi frazione del comune di Casalnuovo di Napoli, e in parte di Volla e Pollena - Trocchia)

## Geografia
Il circondario di Sant'Anastasia costituiva una fetta piuttosto grande delle pendici nord-orientali del Vesuvio; esso era vasto circa 40 km² e confinava con tutti i circondari del suburbio: Portici, Barra, Somma e Torre del Greco nonché con il circondario di Pomigliano d'Arco appartenente al distretto di Casoria.

## Soppressione
Con l'annessione del Regno delle Due Sicilie al Regno d'Italia e l'estensione dell'ordinamento sabaudo anche alle province meridionali, il circondario di Sant'Anastasia fu soppresso e, in applicazione del decreto Rattazzi, venne sostituito dal mandamento di Sant'Anastasia.